# 21583 Caropietsch
21583 Caropietsch è un asteroide della fascia principale. Scoperto nel 1998, presenta un'orbita caratterizzata da un semiasse maggiore pari a 3,1514922 UA e da un'eccentricità di 0,1571555, inclinata di 4,59331° rispetto all'eclittica.